# Augustus Asplet Le Gros
Augustus Asplet Le Gros (ou Augustus Aspley Le Gros), né à Saint-Hélier le 14 avril 1840 et mort le 3 décembre 1877, est un poète et historien jersiais et juré-justicier de la Cour royale de Jersey.

## Biographie
A. A. Le Gros a été élevé à Saint-Pierre. Un des premiers élèves du Collège Victoria fondé en 1851, il est entré dans un bureau de juriste, mais quitte ses études de droit pour aller travailler dans la ferme de son grand-père à Saint-Pierre. En 1865, il est élu secrétaire de la Royal Jersey Agricultural and Horticultural Society. En 1873, les paroissiens de Saint-Pierre l’élisent à la tête de la municipalité en tant que connétable.
En 1873, il est parmi les fondateurs de la Société Jersiaise dont il deviendra le premier secrétaire. Il a commencé un dictionnaire, inachevé, de la langue jersiaise qui a servi de base au Glossaire du Patois Jersiais édité par la Société Jersiaise en 1924.
Ses poésies, signées A.A.L.G., en jersiais, en français et en anglais paraissaient dans les journaux et les almanachs de Jersey et de Guernesey. Son style était plutôt lyrique.

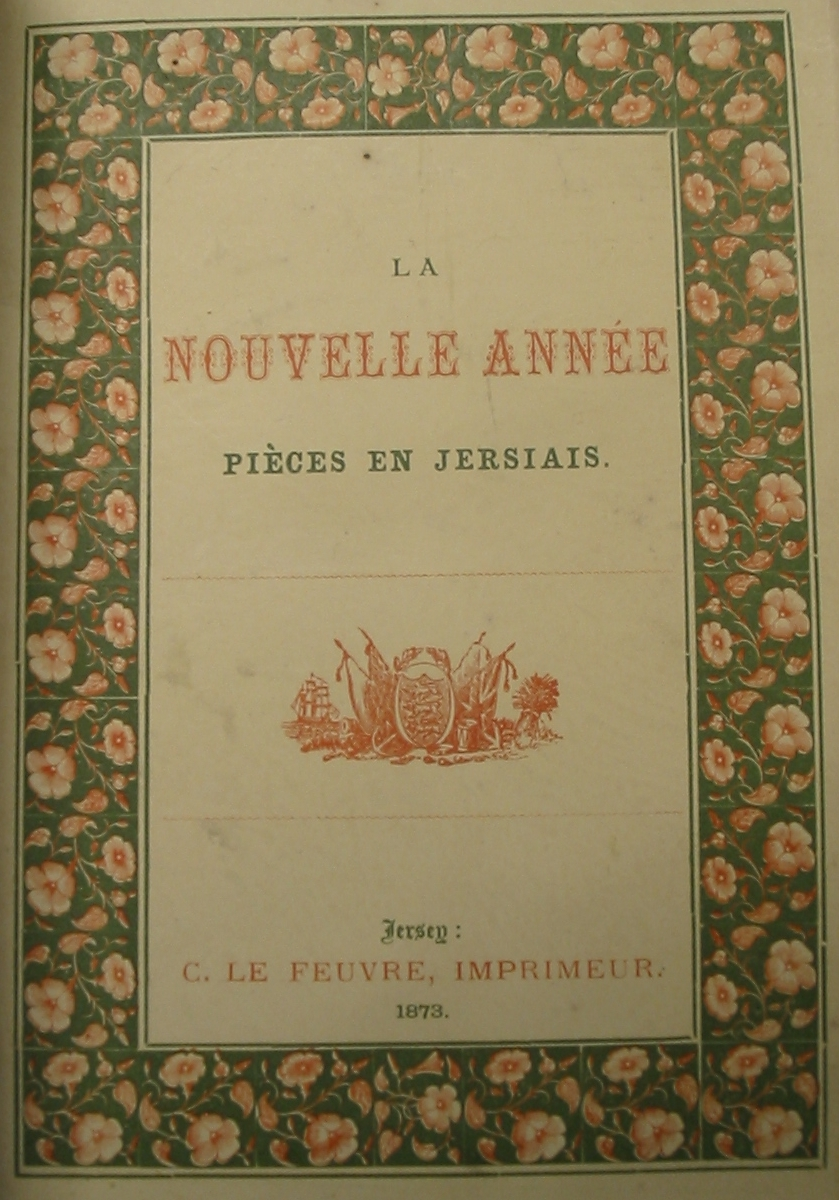
La Nouvelle Année, revue éditée par A.A. Le Gros

Le Gros a publié pendant huit ans une petite revue annuelle de poésie en jersiais et en guernesiais et deux tomes de poésie en anglais Poems for Home and Fireside (Londres, 1863) et Poems (Londres, 1868), ainsi qu’une histoire du Château de Mont-Orgueil de Jersey : Mont Orgueil Castle: Its History and Ruins.
En 1875, les électeurs de l’île l’ont élu juré-justicier. Il est mort à l’âge de 37 ans en 1877.
Des paroles d’A. A. Le Gros ont été mises en musique aux XXe et XXIe siècles.

## Pour approfondir